# Francesco Compagna
Francesco Compagna (Napoli, 31 luglio 1921 – Capri, 24 luglio 1982) è stato un politico italiano.

## Biografia
Fu giornalista e professore universitario di geografia politica ed economica. Convinto meridionalista, fondò nel 1954 Nord e Sud; ebbe inoltre modo di collaborare con Il Mondo diretto da Mario Pannunzio.
Militante dapprima nella componente a sinistra del Partito Liberale Italiano, poi successivamente nel Partito Radicale, diventò successivamente deputato al Parlamento, eletto nelle liste del Partito Repubblicano Italiano nella circoscrizione elettorale del collegio Napoli-Caserta dal 1968.
Fu sottosegretario di Stato alla Presidenza del Consiglio dei ministri nel  IV Governo Rumor (1973-1974), nel IV Governo Moro (1974-1976) e nel primo governo Spadolini (1981-82).
Ricoprì il ruolo di Ministro dei lavori pubblici durante il Governo Andreotti V e poi nel Governo Cossiga II.
Morì a Capri nel 1982 a causa di un infarto. Venne sostituito in Parlamento dal medico Alfredo Arpaia nel corso della VIII legislatura. 
Era padre di Guido Compagna, Luigi Compagna, Annamaria Compagna e Piero Compagna.

## Ascendenza
|                                                                   |   |                                                        | Genitori                                                       |  |  | Nonni |  |  | Bisnonni                            |  |  | Trisnonni                              |  |
|                                                                   |   |                                                        |                                                                |  |  |       |  |  | Luigi Compagna, barone di Corignano |  |  | Giuseppe Compagna, barone di Corignano |  |
|                                                                   |   |                                                        |                                                                |  |  |       |  |  | Luigi Compagna, barone di Corignano |  |  | Giuseppe Compagna, barone di Corignano |  |
|                                                                   |   | Isabella Cavalcanti di Rota e Mangalavita              |                                                                |  |  |       |  |  | Luigi Compagna, barone di Corignano |  |  |                                        |  |
| Francesco Compagna, barone di Corigliano                          |   |                                                        |                                                                |  |  |       |  |  | Luigi Compagna, barone di Corignano |  |  |                                        |  |
|                                                                   |   | Mariuccia del Carretto                                 | Francesco Saverio del Carretto                                 |  |  |       |  |  |                                     |  |  |                                        |  |
|                                                                   |   | Mariuccia del Carretto                                 | Francesco Saverio del Carretto                                 |  |  |       |  |  |                                     |  |  |                                        |  |
|                                                                   |   | Mariuccia del Carretto                                 | …                                                              |  |  |       |  |  |                                     |  |  |                                        |  |
| Pietro Compagna, X principe di Marsiconuovo                       |   | Mariuccia del Carretto                                 |                                                                |  |  |       |  |  |                                     |  |  |                                        |  |
|                                                                   |   | Giuseppe Gallone di Nociglia, VIII principe di Tricase | Giovanni Battista Gallone di Nociglia, VII principe di Tricase |  |  |       |  |  |                                     |  |  |                                        |  |
|                                                                   |   | Giuseppe Gallone di Nociglia, VIII principe di Tricase | Giovanni Battista Gallone di Nociglia, VII principe di Tricase |  |  |       |  |  |                                     |  |  |                                        |  |
|                                                                   |   | Giuseppe Gallone di Nociglia, VIII principe di Tricase | Maria Felicia Statella di Cassaro                              |  |  |       |  |  |                                     |  |  |                                        |  |
| Maria Bianca Gallone di Nociglia, IX principessa di Marsico Nuovo |   | Giuseppe Gallone di Nociglia, VIII principe di Tricase |                                                                |  |  |       |  |  |                                     |  |  |                                        |  |
|                                                                   |   | Mariantonia Melodia                                    | Antonio Melodia, barone                                        |  |  |       |  |  |                                     |  |  |                                        |  |
|                                                                   |   | Mariantonia Melodia                                    | Antonio Melodia, barone                                        |  |  |       |  |  |                                     |  |  |                                        |  |
|                                                                   |   | Mariantonia Melodia                                    | Cecilia Monteruto                                              |  |  |       |  |  |                                     |  |  |                                        |  |
| Francesco Compagna                                                |   | Mariantonia Melodia                                    |                                                                |  |  |       |  |  |                                     |  |  |                                        |  |
|                                                                   | … | …                                                      |                                                                |  |  |       |  |  |                                     |  |  |                                        |  |
|                                                                   | … | …                                                      |                                                                |  |  |       |  |  |                                     |  |  |                                        |  |
|                                                                   | … | …                                                      |                                                                |  |  |       |  |  |                                     |  |  |                                        |  |
| …                                                                 | … |                                                        |                                                                |  |  |       |  |  |                                     |  |  |                                        |  |
|                                                                   |   | …                                                      | …                                                              |  |  |       |  |  |                                     |  |  |                                        |  |
|                                                                   |   | …                                                      | …                                                              |  |  |       |  |  |                                     |  |  |                                        |  |
|                                                                   |   | …                                                      | …                                                              |  |  |       |  |  |                                     |  |  |                                        |  |
| Teresa Siciliano di Rende                                         |   | …                                                      |                                                                |  |  |       |  |  |                                     |  |  |                                        |  |
|                                                                   |   | …                                                      | …                                                              |  |  |       |  |  |                                     |  |  |                                        |  |
|                                                                   |   | …                                                      | …                                                              |  |  |       |  |  |                                     |  |  |                                        |  |
|                                                                   |   | …                                                      | …                                                              |  |  |       |  |  |                                     |  |  |                                        |  |
| …                                                                 |   | …                                                      |                                                                |  |  |       |  |  |                                     |  |  |                                        |  |
|                                                                   |   | …                                                      | …                                                              |  |  |       |  |  |                                     |  |  |                                        |  |
|                                                                   |   | …                                                      | …                                                              |  |  |       |  |  |                                     |  |  |                                        |  |
|                                                                   |   | …                                                      | …                                                              |  |  |       |  |  |                                     |  |  |                                        |  |
|                                                                   |   | …                                                      |                                                                |  |  |       |  |  |                                     |  |  |                                        |  |

## Premi e riconoscimenti
- Nel 1967 ha ricevuto il Premio Sila sezione saggistica per La politica delle città.[5]
- Numerose città, fra cui Benevento, Foggia, Napoli e Roma gli hanno dedicato una via.

## Pubblicazioni
- Labirinto meridionale, Edizioni Neri Pozza
- I terroni in città, Edizioni Laterza
- L'Europa delle regioni, ESI-Edizioni Scientifiche Italiane
- La politica delle città, Laterza
- Le regioni più deboli, Etas-Kompass
- Meridionalismo liberale, Riccardo Ricciardi editore
- Il Mezzogiorno nella crisi, Edizioni della Voce.
- Mezzogiorno in salita, Editoriale Nuova